# Rezerwat przyrody Kulak
Kulak – rezerwat przyrody znajdujący się na terenie gminy Wodynie w województwie mazowieckim oraz gminy Stoczek Łukowski w województwie lubelskim. Według aktu powołującego zajmuje powierzchnię 47,16 ha. Granice rezerwatu obejmują tereny leśne uroczyska Seroczyn (33,24 ha w zarządzie nadleśnictwa Siedlce), stawy i ich otoczenie oraz porośnięte olchą lasy prywatne i nieużytki (w zasięgu terytorialnym nadleśnictwa Łuków).
Rezerwat położony jest w Łukowskim Obszarze Chronionego Krajobrazu. W części północnej graniczy z rezerwatem Dąbrowy Seroczyńskie.
Powołany został Zarządzeniem Ministra Leśnictwa i Przemysłu Drzewnego z dnia 24 listopada 1983 roku w sprawie uznania za rezerwaty przyrody (M.P. z 1983 r. nr 39, poz. 230). Przedmiotem ochrony jest zachowanie zbiorowisk roślinnych ze stanowiskami wielu gatunków roślin chronionych i rzadkich, a w szczególności stanowiska rosiczki długolistnej.
Rezerwat nie posiada aktualnego planu ochrony, obowiązują za to zadania ochronne, z których wynika, że obszar rezerwatu objęty jest ochroną czynną.

## Klasyfikacja rezerwatu
Jest to rezerwat florystyczny. Według głównego przedmiotu ochrony stanowi rezerwat biocenotyczny i fizjocenotyczny, podtypu biocenoz naturalnych i półnaturalnych, natomiast według głównego typu ekosystemu jest to rezerwat różnych ekosystemów, podtypu mozaiki różnych ekosystemów.

## Walory przyrodnicze
Rzeźba terenu oraz zróżnicowane warunki glebowe i wilgotnościowe tworzą dobre warunki dla bogatej szaty roślinnej. Stwierdzono tu występowanie 15 naturalnych zbiorowisk roślinnych. Jednym z nich jest torfowisko ze stanowiskiem rosiczki długolistnej. Na szczególną uwagę zasługuje zbiorowisko roślin wodnych i zespół rdestnicy stępionej (bardzo rzadki w Polsce – znany dotychczas tylko z Pojezierza Mazurskiego).
Występują tu gatunki:
- objęte ochroną całkowitą: rosiczka długolistna i okrągłolistna, pływacz drobny, fiołek torfowy,
- objęte ochroną częściową: centuria pospolita, kruszczyk szerokolistny, grzybienie białe i listera jajowata[3].

Ponadto na terenie rezerwatu można spotkać wiele innych gatunków rzadkich, wśród nich takie jak: czartawa drobna, potocznik wąskolistny, nerecznica szerokolistna, nerecznica grzebieniasta, ponikło jednoprzysadkowe, zdrojówka rutewkowata, porzeczka alpejska czy kozłek bzowy.